# Hobey Baker

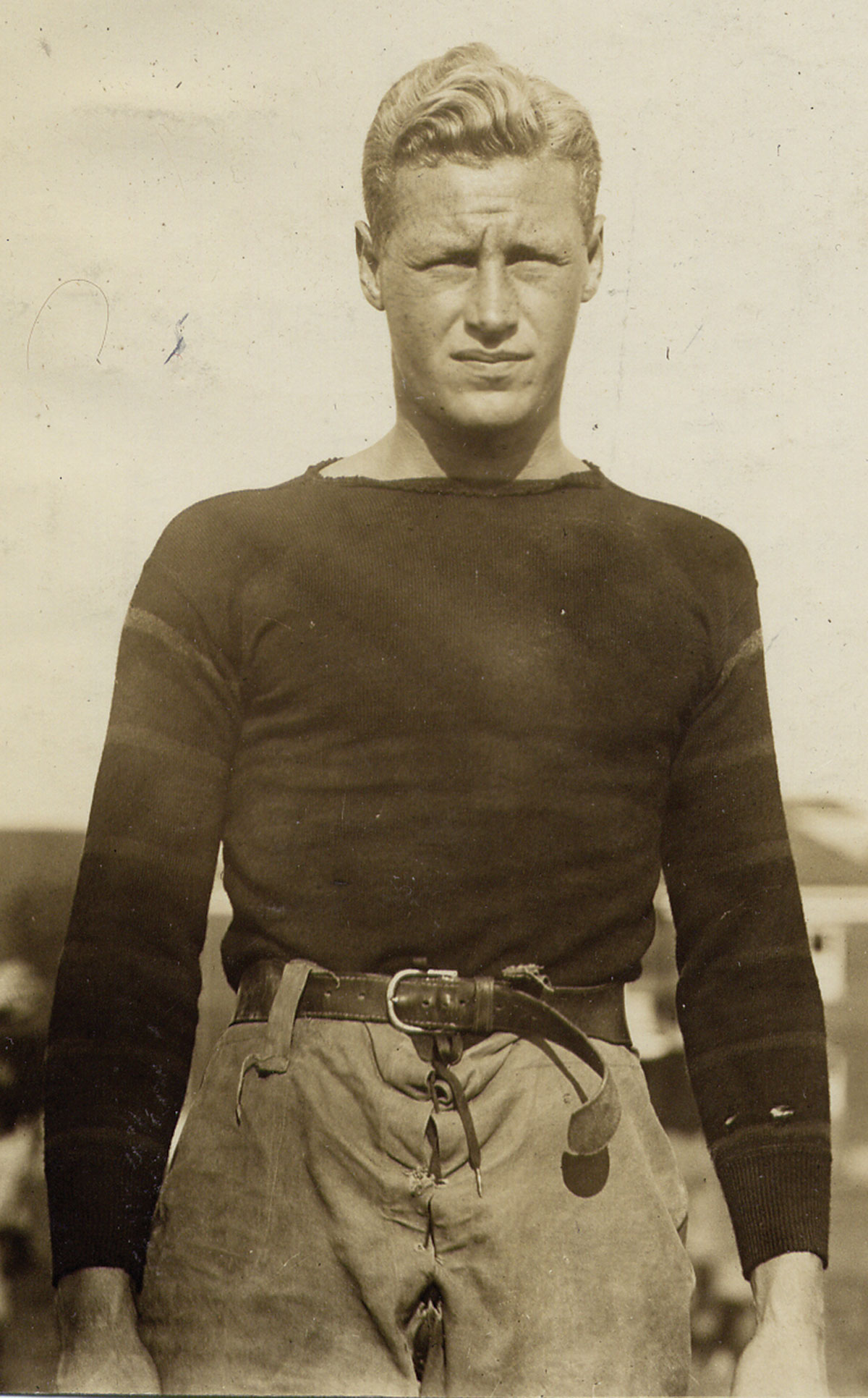
Hobey Baker med Princeton Universitys lag i amerikansk fotboll.

Hobart Amory Hare "Hobey" Baker, född 15 januari 1892 i Bala Cynwyd, Pennsylvania, död 21 december 1918 i Toul, Frankrike, var en amerikansk amatöridrottare som var verksam inom ishockey och amerikansk fotboll som hyllades för både sin sportsliga skicklighet och sin skönhet. Baker var även pilot för det amerikanska flygvapnet under Första världskriget.
Hobey Baker var den förste amerikanske stjärnspelaren i ishockey och 1945 valdes han postumt in i Hockey Hall of Fame. Hobey Baker Award, ett pris som tilldelas den bäste manlige ishockeyspelaren i National Collegiate Athletic Association, är uppkallad efter honom.

## Biografi
Hobey Baker föddes 1892 i Bala Cynwyd, Pennsylvania, som näst äldste son till Alfred Thornton Baker och Mary Augusta Pemberton. Som ung skickades Hobey Baker tillsammans med sin äldre bror Thornton till Concord, New Hampshire, för att studera på St. Paul's School. På sin nya skola introducerades Baker till sporten ishockey som han spelade på de frusna dammarna runt om skolan. Baker provade under skoltiden även på andra sporter som amerikansk fotboll, baseboll, tennis, simning och löpning.

### Princeton University
1910 antogs Baker till Princeton University där han anslöt sig till skolans lag i ishockey, amerikansk fotboll och baseboll. Enligt skolans regler kunde man dock endast vara aktiv inom två sporter och Baker valde därför att koncentrera sig på ishockey och amerikansk fotboll. Under sitt första år vann Baker nationsmästerskapen med skolans fotbollslag och på hösten samma år startade ishockeysäsongen. Princeton Tigers spelade de flesta av sina hemmamatcher på St. Nicholas Rink i New York City som på den tiden var en av få arenor i världen som hade konstgjord is. På tio matcher säsongen 1911–12 vann Tigers åtta matcher och förlorade två. 1912 och 1914 vann Tigers nationsmästerskapen.

### St. Nicholas Club
Våren 1914 tog Baker examen från Princeton University. Efter att ha slutat skolan reste han runt i Europa som korrespondent för New York Times och fick senare ett jobb hemma i USA på Wall Street hos försäkringsbolaget Johnson & Higgins och sedan hos J.P. Morgan Bank. Baker fortsatte dock att spela ishockey och anslöt sig till St. Nicholas Club i New York med vilka han vann amatörmästerskapen  i American Amateur Hockey League säsongen 1914–15. Under sin tid i St. Nicholas Club erbjöds Baker ett proffskontrakt av Montreal Canadiens i NHA men valde att förbli amatör.

### Första världskriget
1916 började Baker utbilda sig till pilot på Governors Island utanför Manhattan och då USA gick med i Första världskriget 1917 var han bland de första att ansluta sig till det amerikanska flygvapnet. Baker tjänstgjorde våren 1918 vid fronten i Frankrike och för sina insatser där tilldelades han medaljen Croix de Guerre av den franska regeringen.

## Efter Princeton

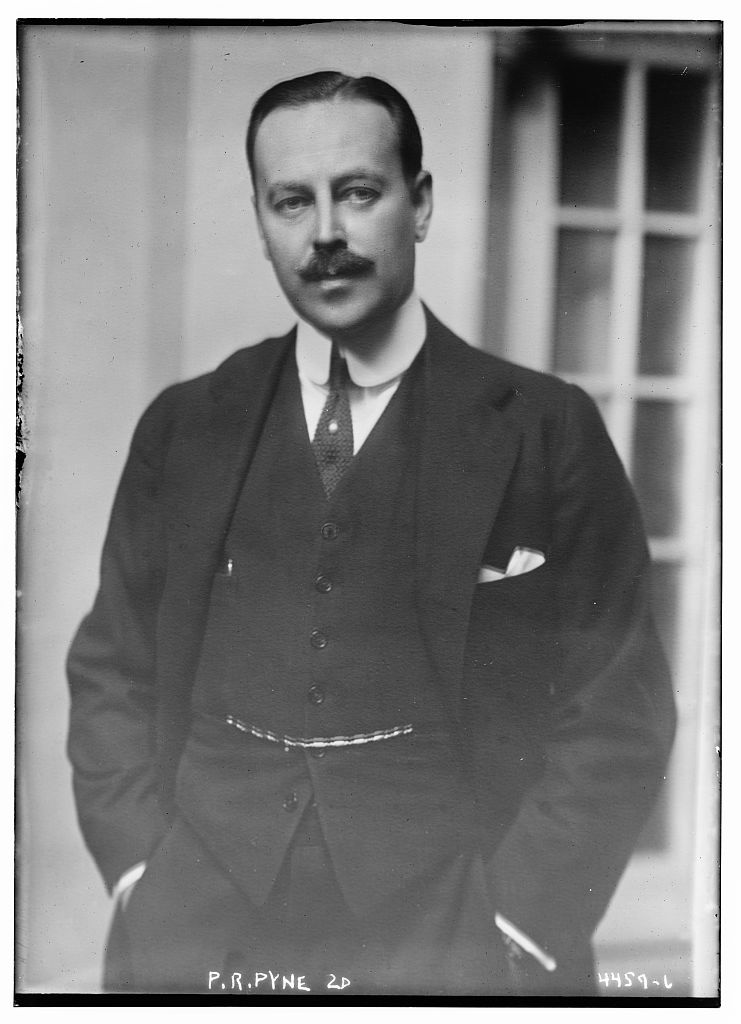
Percy Rivington Pyne 2:a, Bakers nära vän.

Genom sina klasskamrater i Princeton anställdes han av Wall Streets försäkringsbolag Johnson & Higgins när han återvände till USA. Strax efter erbjöd en annan tidigare Princeton-student honom ett jobb på J.P. Morgan Bank. Anställd på ett tvåårigt traineeprogram tjänade Baker cirka 20 USD per vecka. I New York blev Baker vän med en rik bankir och filantrop, Percy R. Pyne 2nd, som också hade gått på St. Paul's och Princeton. Även om han var tio år äldre än Baker, blev de snabbt vänner och Pyne bjöd in Baker att bo med honom i hans hus på 263 Madison Avenue, vilket han gjorde i två år. Pyne var känd för att vara homosexuell, och det finns bevis som tyder på ett romantiskt förhållande. 1917 skrev Baker till Pyne: "Jag kan inte berätta vad dina brev betyder för mig... bilden av dig kom också...När jag känner mig särskilt smutsig, ska jag titta på den bilden...den får mig att vilja se dig så mycket...Jag får hemsk hemlängtan och tänker på de underbara tider vi hade när vi inte skrotade."
Pyne introducerade senare Baker för Jeanne Marie Scott, känd som Mimi, även hon från New Yorks överklass, som Baker var kort förlovad med sent 1918.

### Död
Den 21 december 1918 hade Baker fått order om att återvända till USA. Under en sista flygning över militärförbandets flygfält i Toul, Meurthe-et-Moselle, havererade dock Baker med sitt plan och skadade sig så pass svårt att han avled.

## Statistik
AAHL = American Amateur Hockey League
| 1906–07     | St. Paul's School | High School | —  | —  | — | —  | — | — | — | — | — | — |
| 1907–08     | St. Paul's School | High School | —  | —  | — | —  | — | — | — | — | — | — |
| 1908–09     | St. Paul's School | High School | —  | —  | — | —  | — | — | — | — | — | — |
| 1909–10     | St. Paul's School | High School | —  | —  | — | —  | — | — | — | — | — | — |
| 1911–12     | Princeton Tigers  | Ivy League  | —  | —  | — | —  | — | — | — | — | — | — |
| 1912–13     | Princeton Tigers  | Ivy League  | —  | —  | — | —  | — | — | — | — | — | — |
| 1913–14     | Princeton Tigers  | Ivy League  | 11 | 12 | 0 | 12 | 2 | — | — | — | — | — |
| 1914–15     | St. Nicholas Club | AAHL        | 8  | 17 | 0 | 17 | — | — | — | — | — | — |
| 1915–16     | St. Nicholas Club | AAHL        | 7  | 9  | 0 | 9  | — | 3 | 1 | 0 | 1 | — |
| AAHL totalt | AAHL totalt       | AAHL totalt | 15 | 26 | 0 | 26 | — | 3 | 1 | 0 | 1 | — |

## Meriter
- AAHL First All-Star Team – 1915, 1916